# Bec de serra coronat
El bec de serra coronat (Lophodytes cucullatus) és una espècie d'ocell de la família dels anàtids (Anatidae) i és l'única espècie del gènere Lophodytes que habita a Nord-amèrica.

## Taxonomia
El bec de serra corona va ser descrit formalment el 1758 pel naturalista suec Carl Linnaeus a la desena edició del seu Systema Naturae amb el nom binomial Mergus cucullatus. Linnaeus va basar el seu relat en l'"ànec de cresta rodona" que havia estat descrit i il·lustrat pel naturalista anglès Mark Catesby al primer volum de la seva obra The Natural History of Carolina, Florida and the Bahama Islands, que es va publicar entre 1729 i 1732. Linnaeus va especificar la ubicació tipus com a Amèrica, però aquesta es va restringir a Virgínia i Carolina seguint el que va dir Catesby. El bec de serra coronat és ara l'única espècie situada al gènere Lophodytes, que va ser introduït el 1853 pel naturalista alemany Ludwig Reichenbach. L'espècie és monotípica: no es reconeix cap subespècie. El nom del gènere combina el grec antic lophos que significa "cresta" o "plomall" amb dutēs que significa "bussejador". L'epítet específic cucullatus és llatí que significa "encaputxat".

## Característiques
El mascle és particularment vistós, amb un cap negre i una gran cresta blanca en forma de ventall que pot expandir o plegar. Té el pit blanc i els costats marró-rovellats. La femella, en canvi, és més discreta, més petita, amb tonalitats marronoses i una cresta menys prominent, de color castany clar.
La seva mesura va entre els 40 i els 49 cm, una envergadura alar d'entre 60 i 66 cm i un pes comprès entre els 500 i els 700 grams.

## Distribució i hàbitat
En època de cria habita aiguamolls, llacs i rius del sud-est d'Alaska i sud-oest del Canadà, i zona del voltant dels Grans Llacs d'Amèrica del Nord, al Canadà i els Estats Units. En hivern ocupa les zones costaneres del Pacífic, fins Baixa Califòrnia i de l'Atlàntic fins a Florida.
A l'estiu niuen en forats dels arbres, sovint prop d'estanys o rius d'aigua dolça. A l'hivern es traslladen a masses d'aigua dolça més gran, maresmes i badies protegides d'aigua salada.

## Alimentació
El bec de serra coronat és un ànec piscívor, és a dir, s’alimenta principalment de peixos petits, tot i que també pot consumir crustacis, insectes aquàtics i algunes plantes. Té una vista excel·lent sota l’aigua i pot submergir-se per capturar les preses, usant el seu bec estret amb vores serrades, molt adaptat per agafar preses lliscants. Quan són petits s'alimenten bàsicament d'insectes.
Té una vista excel·lent sota de l'aigua gràcies al fet que poden modificar les propietats de refracció dels seus ulls. A més a més, tenen una parpella addicional anomenada membrana nictitant, que és transparent i ajuda a protegir l'ull durant les immersions, tal com si fossin unes ulleres.

## Reproducció
Les parelles es formen a finals de la tardor o durant l'hivern. Durant l'època d'aparellament, per tal d'atraure la femella, el mascle sol mantenir la cresta aixecada i prominent. Formen parelles monògames i romanen junts fins que la femella ha seleccionat una cavitat per niar i ha completat la posta. Després d'això, el mascle deixa que la femella incubi i cuidi la cria. Les femelles buscaran activament cavitats en arbres morts o caixes niu artificials. Prefereixen cavitats a una altura d'entre 1,2 i 4,5 metres del terra. La femella incuba sola els ous, que solen ser entre 7 i 15, durant uns 33 dies aproximadament, tot i que pot variar entre els 26 i els 41 dies. Els pollets abandonen el niu 24 hores després de néixer i salten des de les cavitats per seguir la mare cap a l’aigua per buscar la seva protecció i ja són capaços de bussejar i buscar aliment. Les cries adquireixen el plomatge aproximadament al cap de 70 dies.

## Estat de conservació
Actualment, el Lophodytes cucullatus no es considera una espècie amenaçada i gaudeix d’una població estable, gràcies a la conservació dels seus hàbitats i a la instal·lació de caixes niu. A causa de la seva alta dependència de les preses aquàtiques, són molt susceptibles als danys de molts tipus de contaminació, alguns dels quals són verins que s'acumulen als organismes alimentaris, enverinant directament els depredadors que es troben a la part alta de la cadena alimentària.